# Felipe Merlini
Pour les articles homonymes, voir Merlini.
Felipe Merlini né le 29 octobre 1999, est un joueur argentin de hockey sur gazon. Il évolue à San Fernando et avec l'équipe nationale argentine.

## Carrière
- Débuts en équipe première le 23 avril 2022 contre l'Afrique du Sud à Buenos Aires dans le cadre de la Ligue professionnelle 2021-2022[1].

## Palmarès
- : 1er aux Jeux sud-américains 2022.